# 德式桌上遊戲

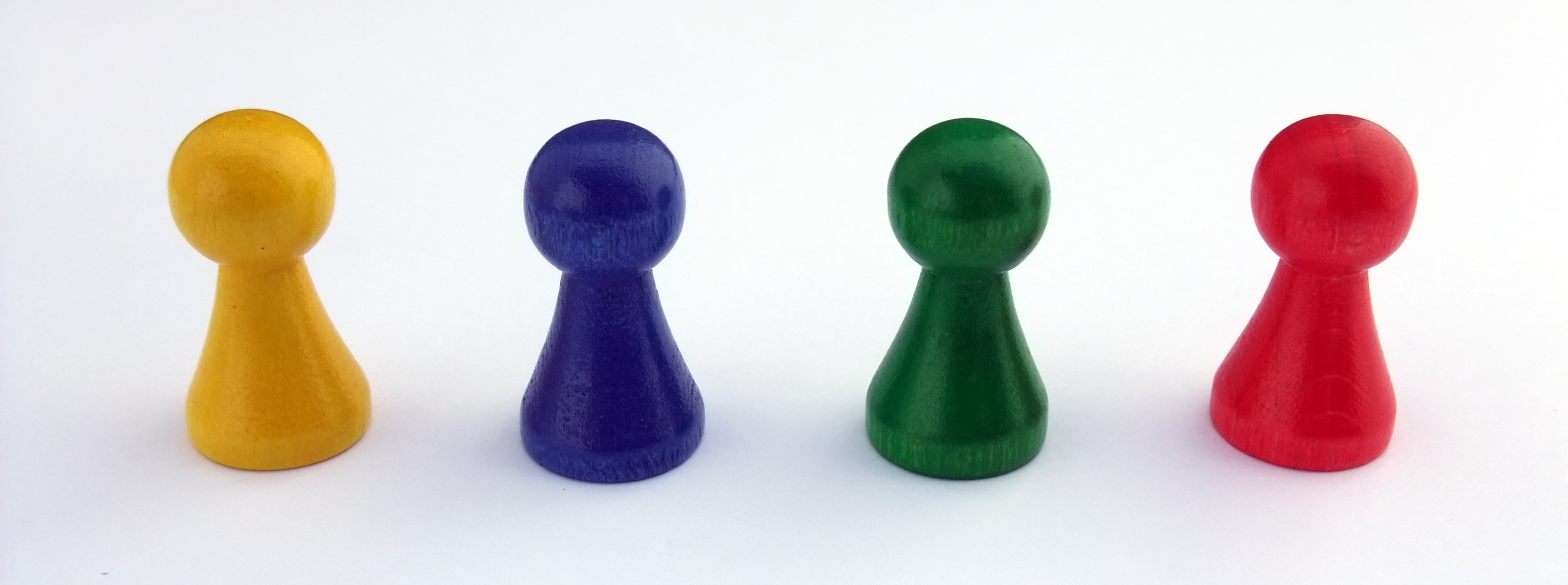
遊戲零件

德式桌上遊戲（德語：Brettspiel）是一種桌面遊戲類型，一般規則較為簡單、耗時不多、玩家間互動性強且遊戲零件設計抽象化。遊戲強調戰略、淡化運氣、減少衝突，因此相對於軍事主題的遊戲來說更加柔和，通常在遊戲結束時不會淘汰任何玩家。

## 定義
並不是所有的德式桌上遊戲都產自德國，同時也不全是棋盤遊戲。因此有時也被稱作“歐式遊戲”（Eurogame）。 這些遊戲的設計者通常會很明顯地標注在遊戲包裝盒上，所以也被稱為設計者遊戲（designer games）。

## 外部連結
- Brett and Board （页面存档备份，存于） with information on German-style games (has not been updated in some time)
- Luding.org （页面存档备份，存于） – board game database with over 15,000 English and German reviewed games
- BoardGameGeek （页面存档备份，存于） – Large internet database of boardgames and online fan community.